# Полсон (Монтана)
Полсон (англ. Polson) — город и административный центр округа Лейк в штате Монтана в Соединённых Штатах Америки.
Согласно данным переписи населения США 2020 года число жителей города 
составляло 5148 человек, что, для такого небольшого населённого пункта, существенно больше (+ 14.7%), чем было во время предыдущей переписи, проводившейся в 2010 году (4488 человек).

## История
В 1898 году некорпоративное сообщество было названо в честь одного из первых европейских колонистов Дэвида Полсона (англ. David Polson) который обустроил в этих местах скотоводческую ферму.
В Полсоне построены детские сады, начальная, средняя и старшая школы.

## География
Город расположен на южном берегу крупного пресноводного озера Флатхед и упирается в границы (в том числе водные) индейской резервации Флатхед на северо-западе штата Монтана. Национальный заповедник дикой природы Пабло находится чуть южнее Полсона. Через город проходит автострада № 93.
Согласно данным Бюро переписи населения США, общая площадь города составляет 4,17 квадратных мили (10,80 км2), из которых 4,14 квадратных мили (10,72 км2) — это суша и 0,03 квадратных мили (0,08 км2) приходится на водную поверхность.

## Климат
В Полсоне континентальный климат, который согласно системе классификации климатов Кёппена, сокращённо обозначается аббревиатурой «Dfb» на климатических картах. Однако близость к озеру Флатхед, крупнейшему естественному пресноводному водоему на западе США, смягчает погоду, то есть зимы здесь менее холодные, а лето, как правило, менее жаркое, чем в соседних районах того же континентального типа.